# Mitsubishi Ki-167
Mitsubishi Ki-167 — варіант бомбардувальника Імперської армії Японії періоду Другої світової війни, призначений для атак камікадзе.

## Історія створення
Інформації про проєкт Ki-167 залишилось мало, оскільки після капітуляції Японії всі документи по ньому були знищені.
Зараз вважається, що це був перероблений Mitsubishi Ki-67, пристосований для атак камікадзе.
Літак був оснащений 2900-кг зарядом направленої дії «Сакура-дан». Вражаюча дія цього заряду була дуже велика. Випробування цього заряду в Маньчжурії показали, що він здатен знищити танк на відстані 300 м.
Бойова частина мала діаметр 1,6 м, і на літак ставилась таким чином, щоб ударна хвиля вибуху спрямовувалась під невеликим кутом вниз. Для цього бомбу встановлювали в центрі ваги літака таким чином, що вона на 0,5 м виступала над фюзеляжем. Бомбардувальник при цьому мав обтічник за кабіною пілота, що прикривав бомбу.
Всього, як припускають, у варіант Ki-167 було переобладнано до 10 літаків.

## Історія застосування
Перші літаки Ki-167 були готові у лютому 1945 року, але перше застосування відбулось тільки 17 квітня.
Три Ki-167 вилетіли в район Окінави, щоб завдати удару по американських авіаносцях. Проте літакам не вдалось помітити цілі, і дві машини повернулись на базу, а третій літак був атакований американськими винищувачами та був збитий.
25 травня відбувся ще один політ Ki-167, але два літаки зникли безвісти. Імовірно, вони були збиті американськими винищувачами.
Інших даних про використання Ki-167 немає.

## Тактико-технічні характеристики

### Технічні характеристики
- Екіпаж: 1 чоловік
- Довжина: 18,70 м
- Висота: 7,70 м
- Розмах крил: 22,50 м
- Площа крил: 65,85 м²
- Маса пустого: 8 800 кг
- Маса спорядженого: 14 900 кг
- Двигун: 2 х Mitsubishi Ha-104
- Потужність: 2 x 1 900 к. с.

### Льотні характеристики
- Максимальна швидкість: 520 км/г
- Крейсерська швидкість: 400 км/г
- Дальність польоту: 2 800 м
- Практична стеля: 9 200 м

### Озброєння
- Бомбове: 2900-rкг заряд направленої дії «Сакура-дан»